# Alexander Nove
Alexander Nove, nacido como Aleksandr Yakovlevich Novakovsky (en ruso: Алекса́ндр Я́ковлевич Новако́вский; también publicado bajo Alec Nove; 24 de noviembre de 1915 - 15 de mayo de 1994) fue profesor emérito de economía en la Universidad de Glasgow, miembro de la Academia Británica y Royal Society of Edinburgh. De tendencia socialista contraria a la marxista, Nove fue una destacada autoridad en historia económica rusa y soviética. Según Ian D. Thatcher, "[E]l consenso es que fue uno de los académicos más importantes de los estudios 'soviéticos' en su sentido más amplio y más allá".

## Vida y carrera
Alexander Nove nació en San Petersburgo, Rusia, hijo de Jacob Novakovsky. Su padre era un menchevique que emigró con su familia en 1924 a Gran Bretaña. Se educó en la King Alfred School de Londres y se licenció en economía en la London School of Economics en 1936. Posteriormente, la escuela lo nombró miembro honorario en 1982.
Nove sirvió en el Royal Signal Corps desde 1939, pero fue transferido a la Inteligencia Militar hasta 1946, alcanzando el rango de Mayor. De 1947 a 1958 trabajó en la función pública, principalmente en la Cámara de Comercio. Fue profesor de Estudios Económicos y Sociales Rusos en la Universidad de Londres de 1958 a 1963 y profesor de Economía en la Universidad de Glasgow de 1963 a 1982. Luego fue profesor emérito e investigador principal honorario en Glasgow hasta su muerte.
En 1982, Nove fue elegido miembro de la Royal Society de Edimburgo. Sus proponentes fueron William Hugh Clifford Frend, Sydney Checkland, Thomas Wilson, George Wyllie, Sir Kenneth Alexander y Leslie Alcock.

## Vida personal y muerte
En 1951, Nove se casó con Irene MacPherson, su segundo matrimonio. Tuvieron tres hijos: Perry y David, de su primer matrimonio. Juntos tuvieron a Charles Nove (nacido en 1960), un locutor de radio de música clásica. Nove murió en Voss, Noruega, el 15 de mayo de 1994.

## Publicaciones
- The Soviet Economy (1961)
- (with J. A. Newth) The Soviet Middle East (1965)
- Was Stalin Really Necessary? (1965)
- (ed. With D. M. Nuti) Socialist Economics (1972)
- Efficiency Criteria for Nationalised Industries (1973)
- Stalinism and After (1976)
- The Soviet Economic System (1977, 3rd edn 1986)
- Political Economy and Soviet Socialism (1979)
- The Economics of Feasible Socialism (1983)
- Socialism, Economics and Development (1986)
- Glasnost in Action (1989)
- Economics of Feasible Socialism Revisited (1991)
- Studies in Economics and Russia (1991)
- An Economic History of the USSR: 1917-1991 (Londres, Penguin, tercera edición, 1992)
- (ed.) The Stalin Phenomenon (1993)